# 川端世輝
川端 世輝（かわばた せいき、1942年1月2日 - 2016年5月3日）は、日本の経営者。電気化学工業（現デンカ）社長を務めた。

## 来歴・人物
岩手県出身。1965年に早稲田大学第一商学部を卒業し、同年に電気化学工業に入社した。1997年6月に取締役に就任し、2000年6月に常務、2004年6月に専務を経て、2006年6月に社長に就任。2011年4月に相談役に就任。
2016年5月3日、心不全のために死去。74歳没。